# Filipendula kiraishiensis
Filipendula kiraishiensis là loài thực vật có hoa trong họ Hoa hồng. Loài này được Hayata mô tả khoa học đầu tiên năm 1920.